# Courtier d'assurances
Pour les articles homonymes, voir Courtier (homonymie).
Un courtier en assurances (ou courtier d'assurances) est un commerçant indépendant, servant d'intermédiaire dans une opération commerciale entre une compagnie d'assurances et le consommateur final. 

## Description
Le courtier d'assurances entre dans la catégorie juridique des Intermédiaires en Assurances (IAS), qui fait elle-même partie de la profession d'intermédiaires financiers, posée sous une forme unifiée par le Code monétaire et financier : Intermédiaires d'Assurances (IAS), Intermédiaires en Opérations de Banque et Services de Paiement (IOBSP) et Conseillers en Investissement Financier (CIF).
La Réglementation financière, de même que celle de la Consommation, a engagé un mouvement d'harmonisation juridique des professions d'intermédiaires financiers, sous l'impulsion de la législation européenne.
L'ensemble des Intermédiaires Financiers est soumis, au 1er janvier 2013, à une obligation d'immatriculation au Registre unique des Intermédiaires, tenu par l'ORIAS.
Il ne faut pas confondre courtier en assurances et agent général d'assurance. Si le premier est un intermédiaire en assurances, le second n'a pas la qualité de commerçant indépendant. Appartenant à un réseau interne spécifique à une ou plusieurs compagnies, l'agent est limité dans le choix des produits ou de sa politique commerciale, c'est d'ailleurs pour cette raison que 90 % des agents généraux sont aussi inscrits en tant que courtier pour maximum de 10 % de leur CA. Théoriquement indépendant de la pression des objectifs commerciaux des compagnies, le courtier doit pouvoir dispenser un conseil parfaitement objectif.
La mission du courtier d'assurances, en tant que représentant de l'assuré (là où l'agent est représentant de la compagnie), est de fournir à l'assuré les contrats les plus adaptés à sa demande, sur des critères variés comme le type de contrat (assurance de biens ou assurance de personnes, contrats spécifiques...), le rapport garantie-prix, et d'autres critères divers.
Il faut distinguer deux types de courtiers :
- Les courtiers "généralistes" [1]capables de fournir des solutions d'assurance en I.A.R.D (incendies, accidents et risques divers) et en assurance de personne (santé, prévoyances).

- Les courtiers spécialisés, qui, comme leur nom l'indique, vont se spécialiser dans un domaine spécifique de l'assurance.

Afin de limiter la fraude aux assurés, le courtier est obligé de s'inscrire auprès de l'ORIAS (Organisme pour le Registre des Intermédiaires en Assurance), garant de son statut d'intermédiaire en assurances.
On recense environ 21 550 courtiers d'assurances en France, ce nombre est en augmentation constante depuis 2007. On observe notamment de nombreux rachats par les compagnies, les courtiers devenant alors de fait des agents généraux.
En France, environ 250 000 salariés sont employés dans des cabinets de courtage, soit 15 % des personnels du secteur de l'assurance.
Pour devenir courtier en assurance, il faut nécessairement justifier de la capacité professionnelle assurance.